# Georg Adolf Caroc

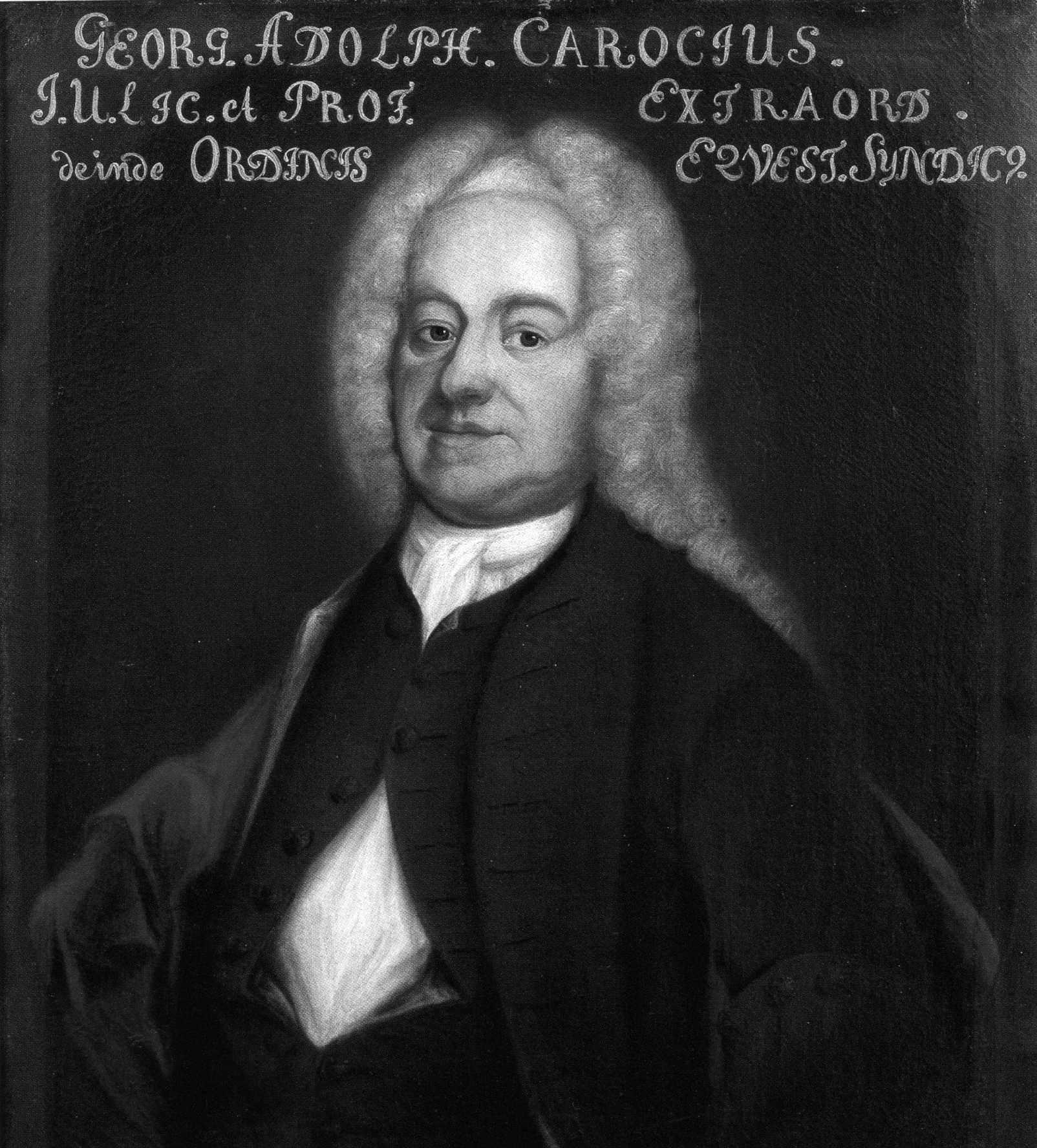
Georg Adolf Caroc

Georg Adolf Caroc (* 4. Juli 1679 in Greifswald; † 1730 oder 1732 ebenda) war ein deutscher Jurist und Landsyndikus von Schwedisch-Pommern.

## Leben
Georg Adolf Caroc war ein Sohn von Alexander Caroc (1643–1711), Professor der Rechte an der Universität und Assessor am Hofgericht in Greifswald. Er studierte Geschichte und Rechtswissenschaften in Greifswald und in Tübingen, wo 1704 seine Promotion zum Doktor der Rechte erfolgte. Nach seiner Rückkehr wurde er 1705 Adjunkt an der juristischen Fakultät in Greifswald, wo er Vorlesungen über Völkerrecht und Lehnsrecht in Pommern hielt und Schriften zu juristischen und historischen Themen veröffentlichte.
Nach dem Tod seines Vaters wurde ihm 1711 das Amt des Landsyndikus von Schwedisch-Pommern übertragen. Der im gleichen Jahr ins Land getragene Große Nordische Krieg belastete Land und Bevölkerung sehr. Die Landstände des Schwedisch-Pommerns delegierten ihn daher 1723 zusammen mit dem Landrat Philipp Christian von Normann und dem Stralsunder Stadtsyndikus Johann Friedrich Zander nach Stockholm. Dort bewirkten sie 1724 eine Verordnung, die vor allem den durch Schulden und Abgaben belasteten Gutsbesitzern eine Verringerung der Lasten brachte und der Ritterschaft den Erhalt ihrer Lehnsbesitzungen ermöglichte. 
In den folgenden Jahren wurde Caroc von einer Geisteskrankheit befallen, wegen der er 1728 aus dem Dienst als Landsyndikus entlassen werden musste. Nach seinem Tod 1730 oder 1732 gelangten seine handschriftlichen Werke zur Geschichte Pommerns in den Besitz der Universitätsbibliothek Greifswald.

## Schriften (Auswahl)
- Specimen introductionis in notitiam Pomeraniæ Sveciæ. Starcke, Greifswald 1710 (Digitalisat).
- Anleitung zur Historie des Lübschen Rechts, Worinn zugleich Die im Anseatischen See-Recht nicht berührte Articln des Lübschen See-Rechts kürtzlich erkläret. Höfner, Greifswald 1714. (Digitalisat in der Digitalen Bibliothek Mecklenburg-Vorpommern)
- Begründete Deduction Von Land-Ständen, Derselben Befugnisse, Pflichten und Nutzen, absonderlich in denen Landen des Reichs Teutscher Nation. s. n., s. l. 1718 (Digitalisat).